# Seal Beach
Seal Beach é uma cidade localizada no estado americano da Califórnia, no condado de Orange. Foi incorporada em 27 de outubro de 1915.

## Geografia
De acordo com o United States Census Bureau, a cidade tem uma área de 33,8 km², onde 29,2 km² estão cobertos por terra e 4,5 km² por água.

### Localidades na vizinhança
O diagrama seguinte representa as localidades num raio de 16 km ao redor de Seal Beach.

## Demografia
Segundo o censo nacional de 2010, a sua população é de 24 168 habitantes e sua densidade populacional é de 826,51 hab/km². Possui 14 558 residências, que resulta em uma densidade de 497,86 residências/km².